# Фруар
Фруа́р (фр. Frouard) — коммуна во французском департаменте Мёрт и Мозель, региона Лотарингия. Относится к кантону Помпе. Расположен в 10 км к северу от Нанси и входит в агломерацию Большого Нанси. Находится на берегу реки Мозель напротив Помпе недалеко от слияния рек Мёрт и Мозель.

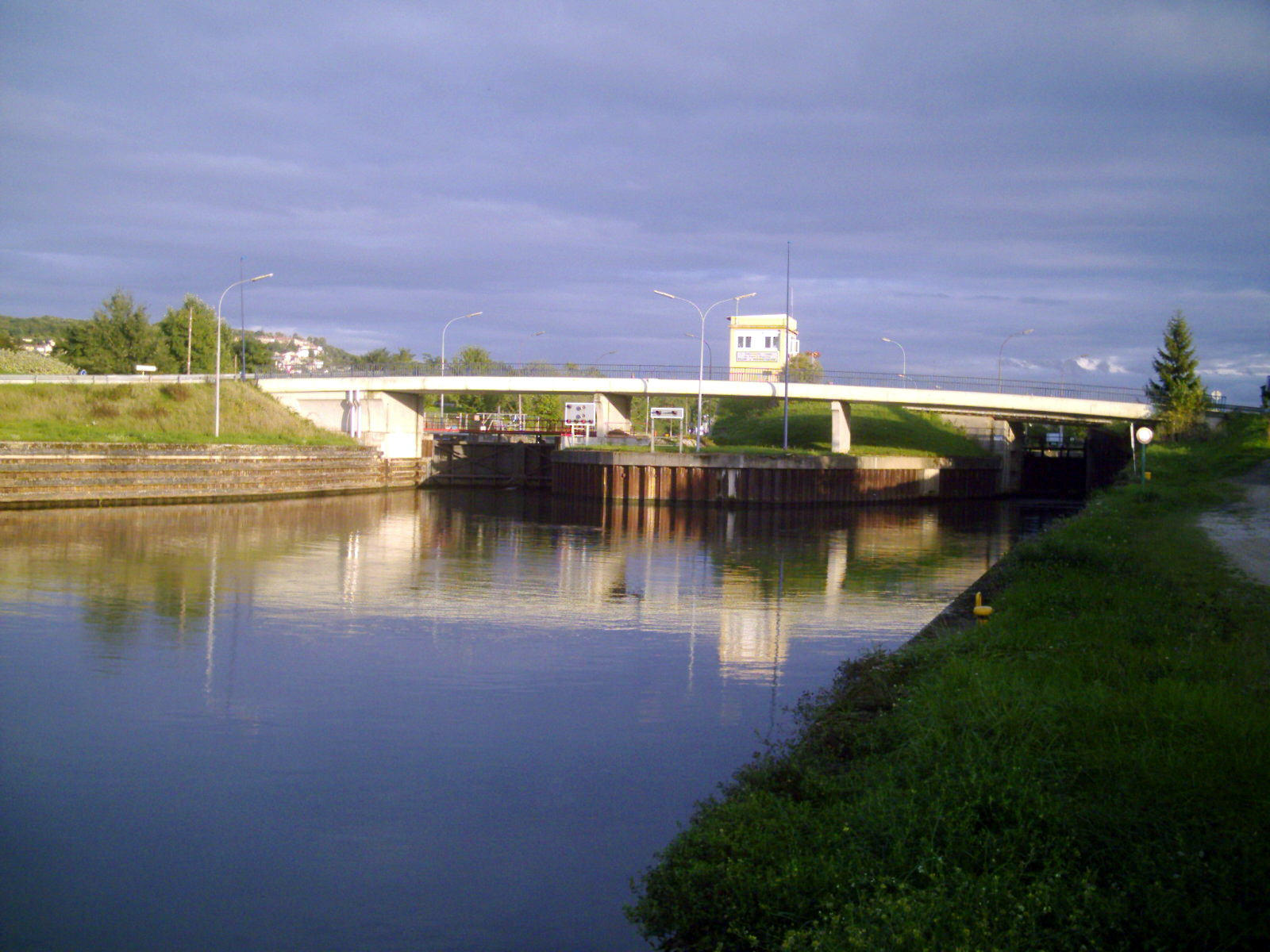
Фруар. Шлюз на канале Марна — Рейн.

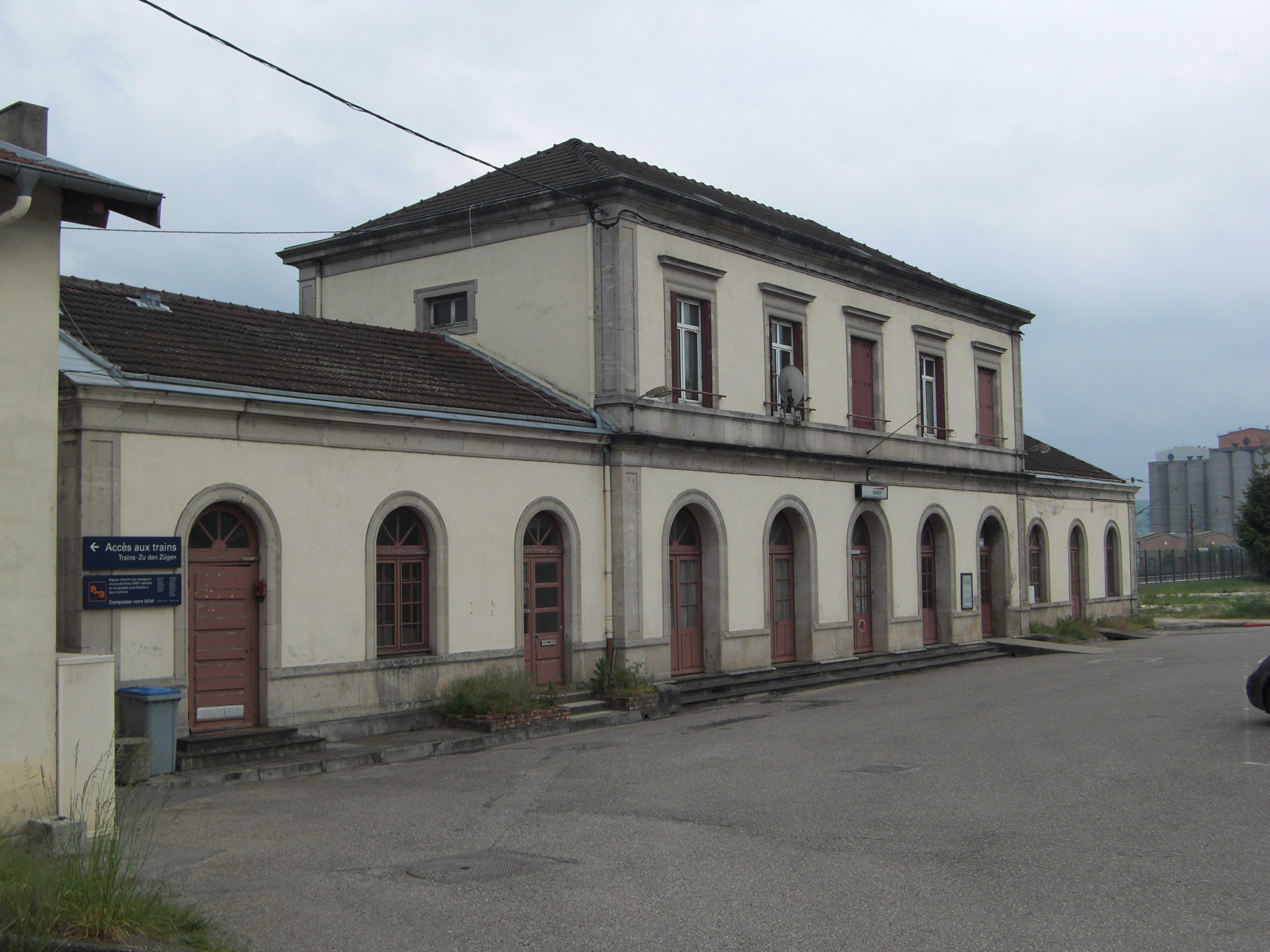
Фруар. Железнодорожный вокзал.

## Демография
Население коммуны на 2010 год составляло 6693 человека.
| 1962 | 1968 | 1975 | 1982 | 1990 | 1999 | 2010 |
| ---- | ---- | ---- | ---- | ---- | ---- | ---- |
| 6916 | 7419 | 7061 | 7589 | 7274 | 6996 | 6693 |

## В астрономии
Астероид 18635 Frouard был назван в честь города.